# دانيال بيمبرتون
دانيال بيمبرتون (بالإنجليزية: Daniel Pemberton)‏ (و. 1977 – م) هو ملحن، ومؤلفو موسيقى تصويرية من المملكة المتحدة. ولد في إنجلترا. 

## وصلات خارجية
- دانيال بيمبرتون على موقع IMDb (الإنجليزية)
- دانيال بيمبرتون على موقع ألو سيني (الفرنسية)
- دانيال بيمبرتون على موقع ميوزك برينز (الإنجليزية)
- دانيال بيمبرتون على موقع أول موفي (الإنجليزية)
- دانيال بيمبرتون على موقع بوكس أوفيس موجو (الإنجليزية)
- دانيال بيمبرتون على موقع قاعدة بيانات الأفلام السويدية (السويدية)
- دانيال بيمبرتون على موقع أول ميوزيك (الإنجليزية)
- دانيال بيمبرتون على موقع ديسكوغز (الإنجليزية)
- دانيال بيمبرتون على موقع قاعدة بيانات الفيلم (الإنجليزية)
- دانيال بيمبرتون على موقع كينوبويسك (الروسية)